# Erie megye (Ohio)
Erie megye az Amerikai Egyesült Államokban, azon belül Ohio államban található. Megyeszékhelye és legnagyobb városa Sandusky. Lakosainak száma 75 622 fő (2020. április 1.). Erie megye Lorain, Huron, Ottawa és Sandusky megyékkel határos.

## Népesség
A megye népességének változása:
| Lakosok száma | 77 012 | 76 633 | 76 390 | 76 048 | 75 550 | 75 622 |
|               | 2010   | 2011   | 2012   | 2013   | 2015   | 2020   |